# 제이미 케일러
제이미 케일러(Jamie Kaler, 1964년 9월 14일 ~ )는 미국의 배우이다.

## 출연 작품

### 영화
- 스팽글리쉬 (2004)
- 언더클래스맨 (2005)
- 우리, 사랑해도 되나요? (2005) - 존 트라우즈데일 역
- 디워 (2007) - 헬리콥터 조종사 역
- The Wicked (2013)
- Teacher of the Year (2014)

### 텔레비전
- 로봇 치킨 (2001-20) - 애니메이션
- 킹 오브 퀸즈 (2002-03)
- 카니발 (2005)
- 마이 보이즈 (2006-10, My Boys)